# Megaerops wetmorei
Megaerops wetmorei là một loài động vật có vú trong họ Dơi quạ, bộ Dơi. Loài này được Taylor mô tả năm 1934.

## Hình ảnh

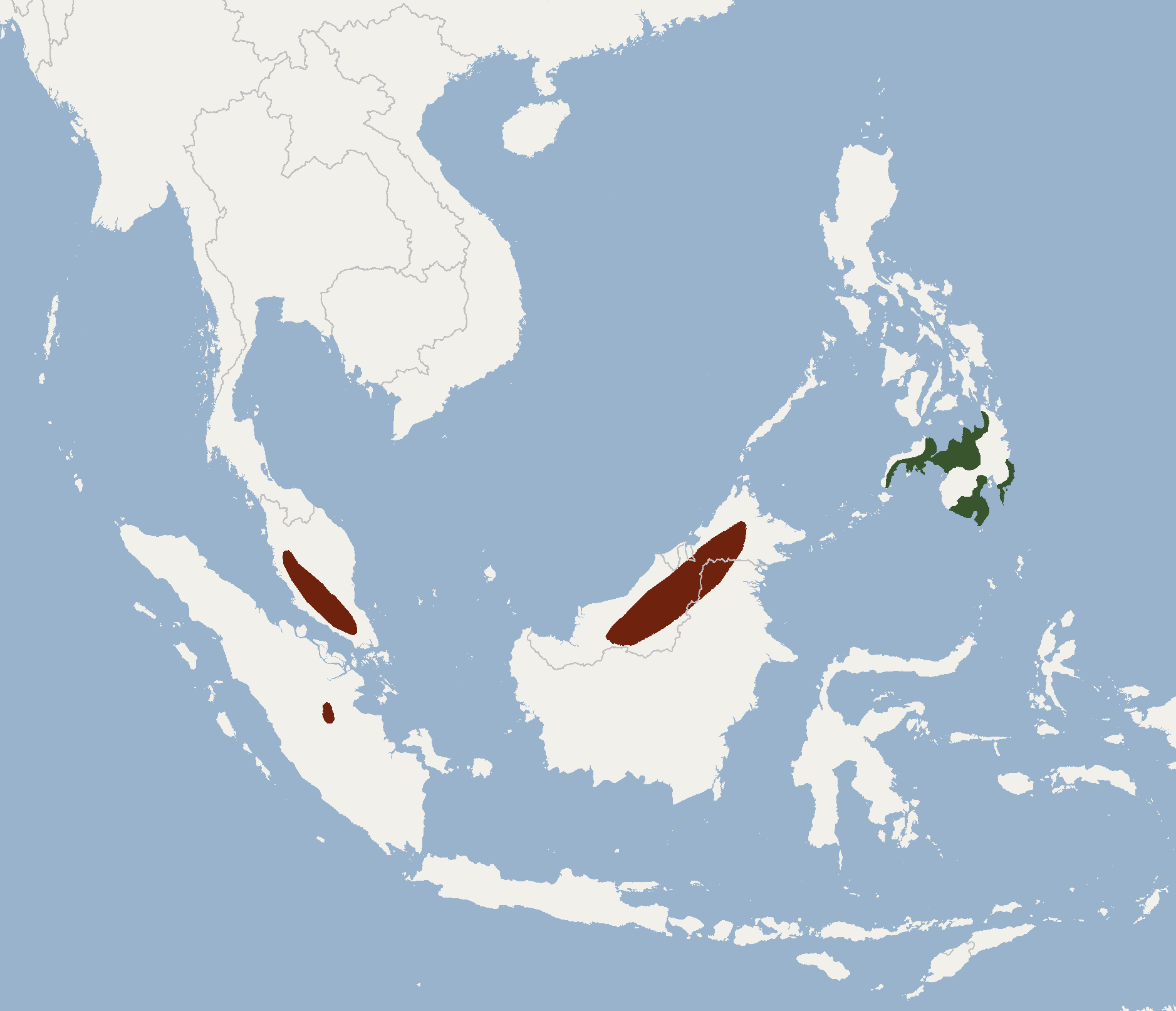